# Siddhaur
Siddhaur es un pueblo y nagar Panchayat situado en el distrito de Barabanki en el estado de Uttar Pradesh (India). Su población es de 12438 habitantes (2011). 

## Demografía
Según el  censo de 2001 la población de Siddhaur era de 10 745 habitantes, de los cuales el 53% eran hombres y el 47% eran mujeres. Siddhaur tiene una tasa media de alfabetización del 38%, inferior a la media nacional del 59,5%: la alfabetización masculina es del 46%, y la alfabetización femenina del 29%.